# Inna wyspa
Inna wyspa – polski film psychologiczny z 1986 roku.

## Obsada
- Jadwiga Jankowska-Cieślak – Marta Kucharska
- Mirosława Marcheluk – siostra przełożona
- Ryszarda Hanin – Karolka, pensjonariuszka zakładu
- Daria Trafankowska – siostra Klara
- Teresa Sawicka – lekarka
- Ewa Sałacka – Krysia
- Barbara Ludwiżanka – staruszka, pensjonariuszka zakładu
- Małgorzata Potocka – salowa
- Jadwiga Skupnik – siostra Zofia
- Edward Lubaszenko – Paweł Kucharski, mąż Marty
- Bogusław Linda – Andrzej, syn Karolki
- Ryszard Mróz – ksiądz

## Fabuła
35-letnia Marta jest architektem, podobnie jak jej mąż Paweł. Realizują właśnie wspólny projekt. Ale Marta jest nieuleczalnie chora, dostaje ataków, które wytrącają ją z działania. Paweł powoli traci cierpliwość, ponieważ mija kolejny termin oddania projektu. Jego żona decyduje się znów na leczenie w Domu Opieki dla Przewlekle Chorych "Caritasu" prowadzonym przez zakonnice. W drodze poznaje Andrzeja, który ją odprowadza do bramy. Później zaczynają się częściej spotykać, gdyż Andrzej odwiedza w domu swoją matkę. Pobyt stawia ją na nogi. Wstępuje w nią nadzieja, chce mieć dziecko. Ale Paweł traktuje tę sprawę z obojętnością. Po pewnym czasie następuje pogorszenie, Marta znów trafia do Caritasu.